# بالم (مساعد رقمي شخصي)

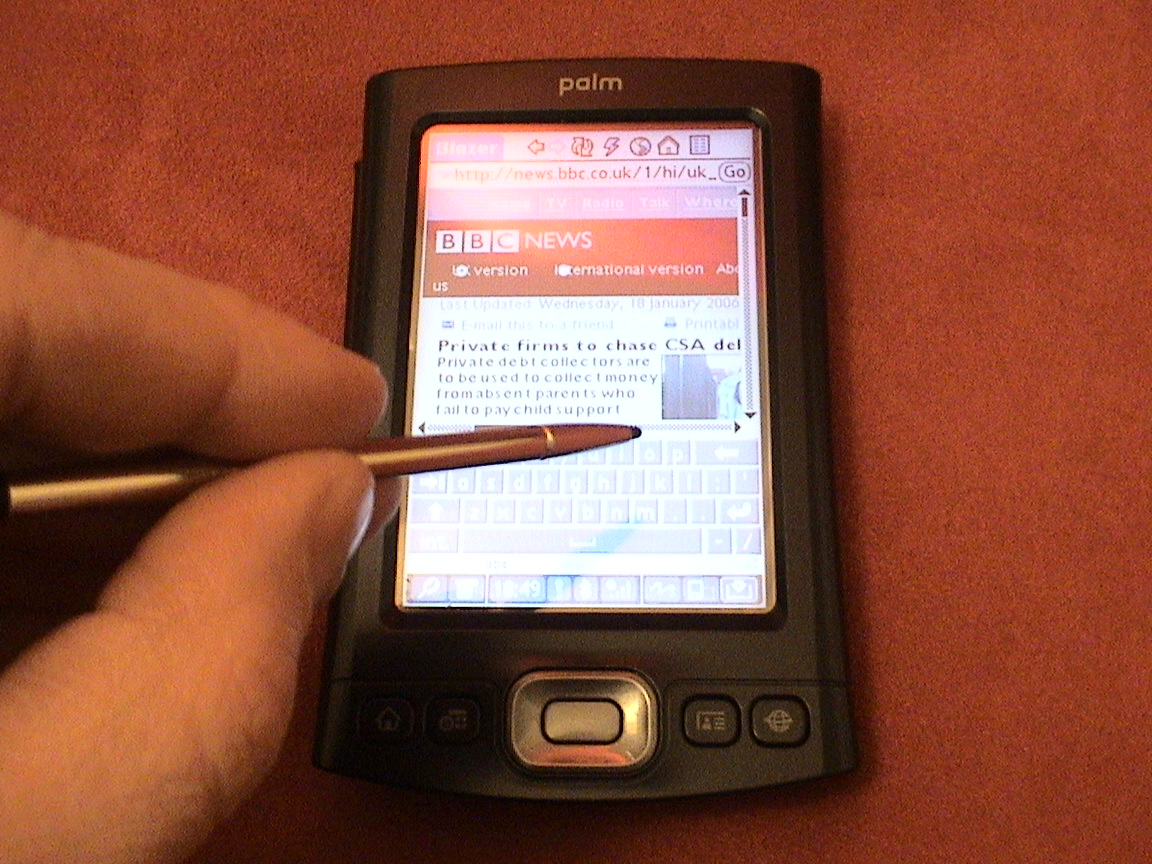
النخلة TX من 2005

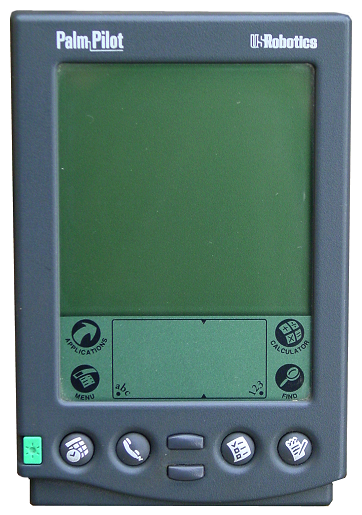
نموذج مبكر - PalmPilot Personal

بالم (مساعد رقمي شخصي) عبارة عن خط من المساعدين الرقميين الشخصيين (PDA) والهواتف النقالة التي طورتها شركة بالم شركة بالم التي تتخذ من كاليفورنيا مقراً لها، والتي كانت تسمى في الأصل شركة بالم كومبيوتينق Inc.

## نبذة
غالبًا ما يتم تذكر أجهزة الكف على أنها أول أجهزة كمبيوتر محمولة تحظى بشعبية كبيرة"، وهي المسؤولة عن الدخول في عصر الهواتف الذكية.  تم إصدار أول جهاز بالم، بالم بايلوت 1000، في عام 1996 وثبت شهرته. لقد قادت سوقًا متنامية لأجهزة الحوسبة المحمولة  حيث فشلت المحاولات السابقة مثل ابل نيوتن  أو غيرها مثل 200 اكس ال الذي يخدم سوقًا مستهدفًا هرليت باكارد متخصصًا فقط.
, تشغل معظم أجهزة المساعد الرقمي الشخصي والهواتف المحمولة الخاصة بشركة بالم برامج بالم اوس الداخلية والتي تم ترخيصها لاحقًا أيضًا لمصنعي المعدات الأصلية الآخرين. تم تشغيل عدد قليل من الأجهزة على نظام التشغيل ويندوز موبايل الخاص بشركة مايكروسوفت. في عام 2009 ، تم إطلاق نظام ويب اوس الجديد لنظام بالم اوس، والذي تم شحنه لأول مرة باستخدام بالم بري. في عام 2011، أوقفت هوليت باكارد علامة بالم التجارية وبدأت في إطلاق أجهزة جديدة تحت علامة HP التجارية،  لكنها أوقفت أجهزتها في وقت لاحق من نفس العام.
في عام 2018، أطلقت شركة ناشئة في سان فرانسيسكو تحمل اسم بالم وبدعم من شركة تي سي ال كوربوريشن (مالك علامة بالم التجارية) جهازًا جديدًا يسمى بالم ببساطة، على الرغم من أنه في جوهره لا علاقة له بأجهزة بالم الأصلية.

## التاريخ

### التطوير الأولي

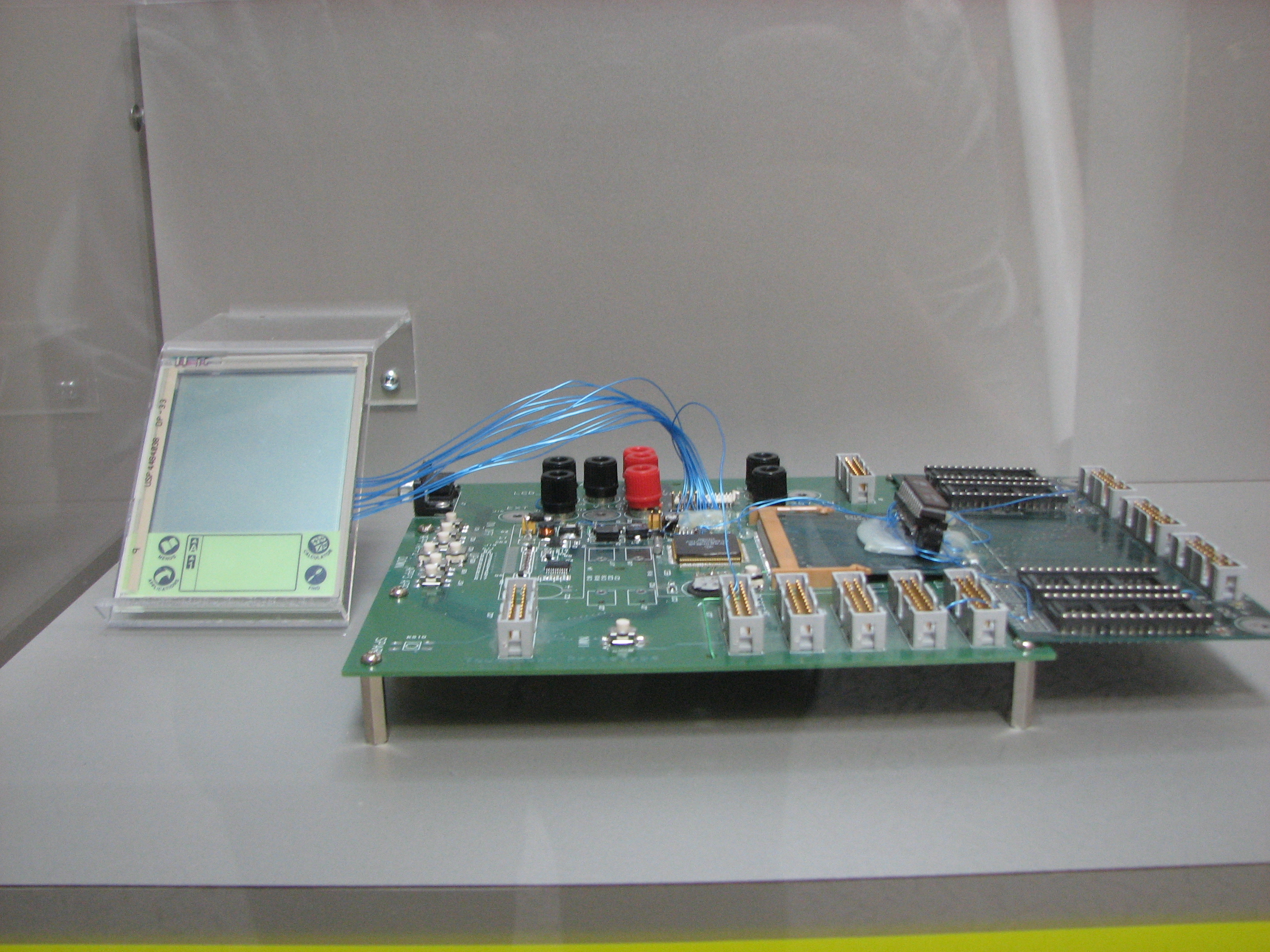
نموذج بالم بايلوت.

كان بايلوت هو اسم الجيل الأول من المساعدين الرقميين الشخصيين الذي صنعته شركة بالم كمبيوتنق في عام 1996 (كان قسمًا من شركة يو اس روبوتيكس).
مخترعو الطيار هم جيف هوكينز، دونا دوبينسكي، وإد كوليجان، الذين أسسوا بالم كمبيوتنق في عام 1992. كان الغرض الأصلي من هذه الشركة هو إنشاء برنامج التعرف على الكتابة اليدوية، المسمى بالم برنت، وبرنامج إدارة المعلومات الشخصية (بي أي ام)، المسمى بالم اورقنايزر لأجهزة زومرالمستندة إلى بين جيوس. أقنعهم بحثهم ومع ذلك، يمكنهم إنشاء أجهزة أفضل أيضًا. قبل البدء في تطوير الطيار، قال هوكينز إنه حمل كتلة من الخشب، بحجم الطيار المحتمل، في جيبه لمدة أسبوع. كان يُنظر إلى بالم على نطاق واسع على أنها استفادت من المحاولات الملحوظة، وإن كانت سيئة الحظ، لإنشاء منصة حوسبة محمولة شهيرة من قبل شركة قو كوربوريشن وتاندي وابل كومبيوتر
(نيوتن).

### بالم بايلوت 1000 و 5000 (1996)
وكان النموذج الأولي لأول منظم متصل يسمى بالم «تاكسي بالم». في عام 1996، أصدرت شركة بالم جيلها الأول من المساعد الرقمي الشخصي، بالم بايلوت 1000 و 5000 . بعد التسوية خارج المحكمة في عام 1998 لقضية انتهاك العلامة التجارية التي رفعتها شركة بايلوت بين كوروبوريشن، لم تعد الشركة تستخدم هذا الاسم،  بدلاً من ذلك تشير إلى أجهزتها المحمولة باسم بالم كونيكتنق اورقنايزرز أو بشكل أكثر شيوعًا باسم «بالمس».
لم يكن لدى طرازي بالمس الأول، بايلوت 1000 وبايلوت 5000، منفذ الأشعة تحت الحمراء أو الإضاءة الخلفية أو ذاكرة فلاش، ولكن كان بهما منفذ اتصالات تسلسلي. كان حجم ذاكرة الوصول العشوائي (رام) 128 كيلو بايت و 512 كيلو بايت على التوالي، واستخدموا الإصدار الأول من نظام التشغيل بالم اوس. في وقت لاحق، أصبح من الممكن ترقية بايلوت 1000 أو 5000 الداخلية إلى ما يصل إلى 1 ميجابايت من ذاكرة الوصول العشوائي الداخلية. تم ذلك من خلال شراء وحدة ترقية باعتها بالم، واستبدال بعض مكونات الأجهزة الداخلية. في الأصل، كان من المتصور أن تكون جميع أجهزة المساعد الرقمي الشخصي بالم بي دي أي قابلة للترقية إلى حد ما، ولكن في النهاية، أفسحت هذه الإمكانية الطريق إلى فتحات الذاكرة الخارجية وذاكرة فلاش قابلة للترقية بعد سلسلة بالم 3.

### الأجيال اللاحقة (1998-2000)

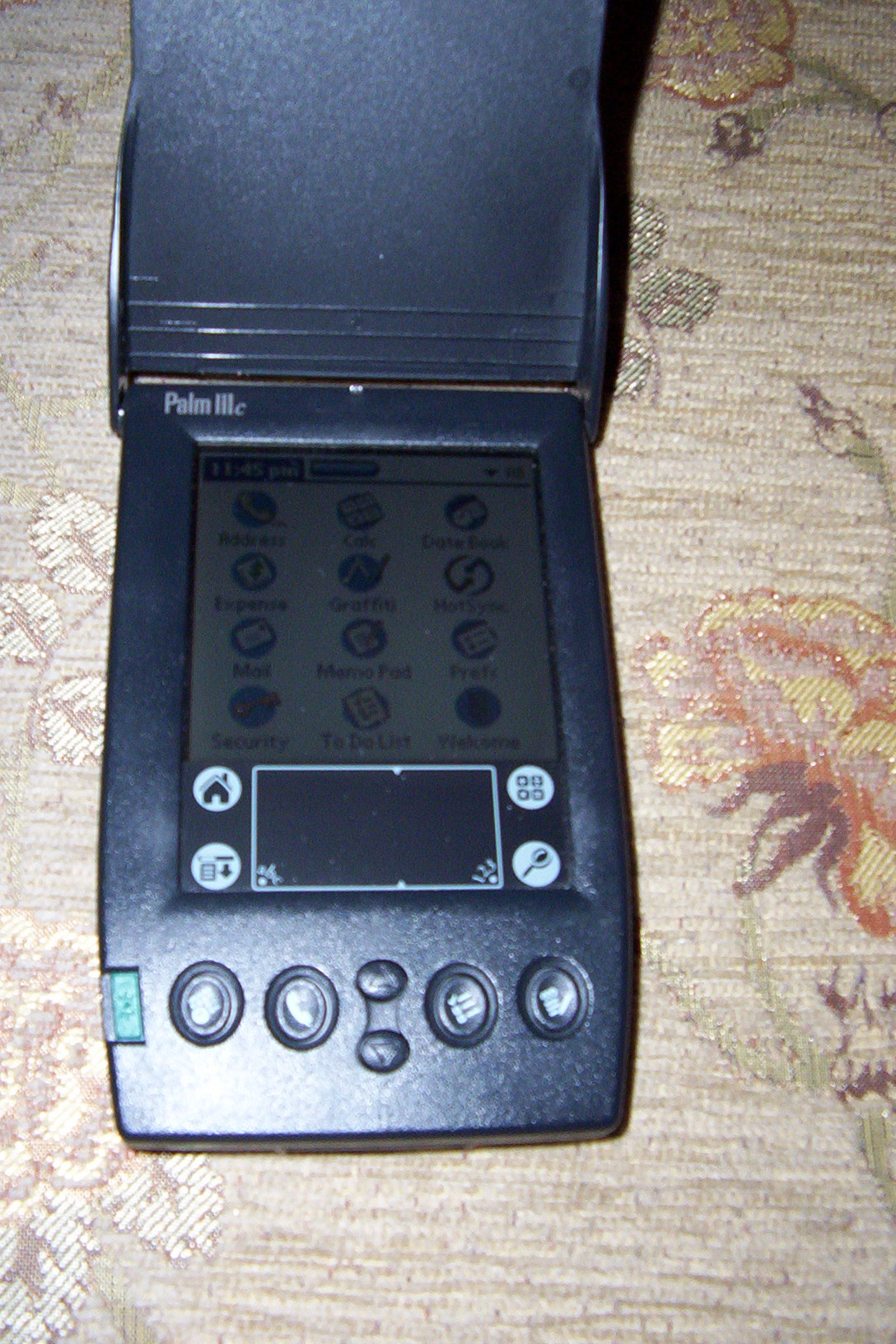
كان Palm IIIc أول نخلة ذات شاشة ملونة

كان الزوجان التاليان من بالمس، بالم بايلوت بيرسونال وبالم بايلوت بروفيشنال، يحتويان على شاشات بإضاءة خلفية، ولكن لا يوجد منفذ للأشعة تحت الحمراء أو ذاكرة فلاش. كان حجم ذاكرة الوصول العشوائي (رام) 512 كيلو بايت و 1024 كيلو بايت على التوالي. استخدموا الإصدار الثاني من نظام التشغيل بالم أو أس.
بالم 3، وجميع أشجار النخيل التالية، لم يكن لديها كلمة «بايلوت» في أسمائها بسبب نزاع العلامة التجارية المذكور سابقًا. يحتوي بالم 3 على منفذ أي ار وإضاءة خلفية وذاكرة فلاش. سمح هذا الأخير للمستخدم بترقية بالم اوس أو مع بعض التطبيقات الخارجية، لتخزين البرامج أو البيانات في ذاكرة فلاش. تم تشغيله على بطاريتين قياسيتين AAA . كانت قادرة على الاحتفاظ بطاقة كافية لمدة 10-15 دقيقة لمنع فقدان البيانات أثناء استبدال البطارية. كان لديه 2 ميغا بايت من الذاكرة، كبيرة في ذلك الوقت، وكان يستخدم بالم اوس 3 (أنتجت بالم أيضًا بطاقة ترقية لسلسلة بايلوت، مما جعلها معادلة وظيفيًا لـبالم 3.)
وفي الوقت نفسه، مع شركة بالم كمبيوتنق التي أصبحت الآن شركة تابعة لـكوم 3، شعر المؤسسون أنهم ليس لديهم القدرة الكافية على تطوير منتج بالم. نتيجة لذلك، تركوا كوم 3 وأسسوا هاند سبرينق في يونيو 1998. عندما غادروا بالم، حصل هوكينز على ترخيص بالم أو أس لشركة هاندسبرنج، وأصبحت الشركة أول حاصل على ترخيص بالم أو أس. استمر برنامج هاند سبرينق في إنتاج هاند سبرينق فايزر، وهو نسخة من أجهزة بالم المحمولة التي تضمنت فتحة لتوسيع الأجهزة (تحتوي أجهزة بالم القديمة أيضًا على فتحة توسيع للأجهزة، ولكن كان هذا لأغراض ترقية الجهاز، وليس الأجهزة الطرفية) واستخدمت برامج معدلة قليلاً.
الإصدارات التالية من بالم تستخدم نظام التشغيل بالم أو أس 3.1. وشملت هذه الميزات Palm IIIx بذاكرة 4 ميغا بايت، و Palm IIIe بدون ذاكرة فلاش أو فتحة توسعة للأجهزة (ومتاحة بسعر أقل)، و Palm V بذاكرة 2 ميغا بايت، و Palm Vx بذاكرة 8 ميغا بايت.
كان لدى بالم في أي أي اتصال لاسلكي ببعض خدمات الإنترنت، ولكن هذا الاتصال يعمل فقط داخل الولايات المتحدة. تستخدم بالم اوس 3.2.
كان Palm IIIc أول كف يد يحمل شاشة ملونة. استخدم نظام Palm OS 3.5 الذي وفر أدوات شاملة لكتابة تطبيقات الألوان. بعض هذه الأجهزة المحمولة الحديثة، على سبيل المثال Palm V ، تستخدم بطاريات داخلية قابلة لإعادة الشحن. في وقت لاحق، أصبحت هذه الميزة قياسية لجميع أشجار النخيل.
احتوت أجهزة الكف المحمولة حتى عام 2002 على معالجات Motorola DragonBall ، وهي جزء من عائلة Motorola 68000. بدءًا من Palm Tungsten ، انتقلت المنصة إلى هندسة ARM مع شركات Texas Instruments وSamsung وIntel كموردين. نظرًا لاستخدام ARM سابقًا في سلسلة Apple Newton ، كان للمنصة استثمارات كبيرة في تطبيقات الأجهزة المحمولة وتطبيقات الطاقة المنخفضة.

### تنجستن وتريو وآخرون (2000-2009)

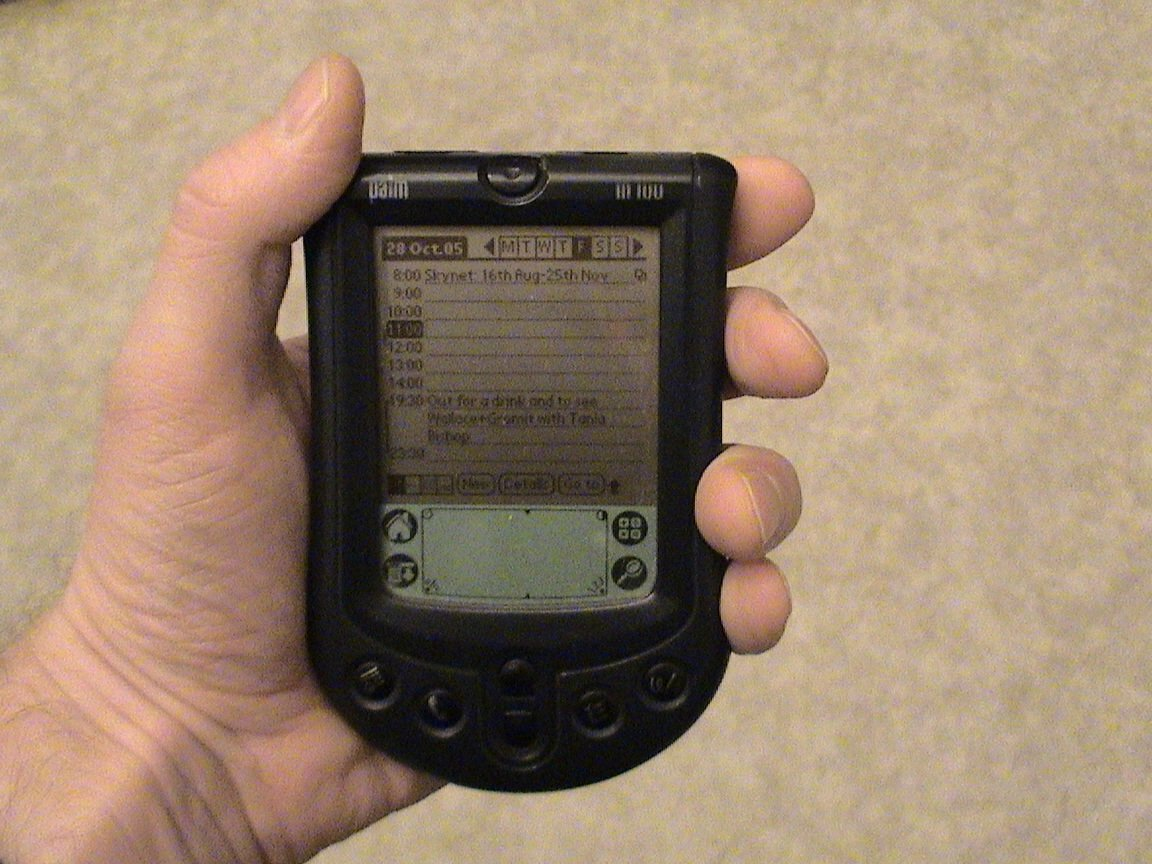
النخلة أحادية اللون m100

وبحلول عام 2000، كانت حصة شركة بالم في السوق حوالي 74 في المائة، ومع ذلك فقد الآن أهميتها بعد إطلاق منصة Microsoft PC. وفي عام 2001 كانت شركة جيب PCs تفقد مكانتها مثل شركة كومباك iPAQ (التي كانت تعمل جميعها على معالجات ARM) ولكن أيضا على أجهزة هاندسبرينج
تم تحويل شركة بالم للحساب الآلي إلى شركة خاصة بها في عام 2000. اندمجت هاندسبرينج في وقت لاحق مع بالم لتشكيل PalmOne في عام 2003 عندما انقسمت بالم Inc. في عام 2005، حصلت PalmOne على الحقوق الكاملة لاسم بالم عن طريق شراء الحقوق المشتركة PalmSource المملوكة وتغيير الأسماء إلى بالم مرة أخرى. تم الحصول على PalmSource من قبل ACCESS Systems في عام 2005، الذي باع بعد ذلك الشيفرة المصدرية Palm OS إلى Palm, Inc. في كانون الأول/ديسمبر 2006.

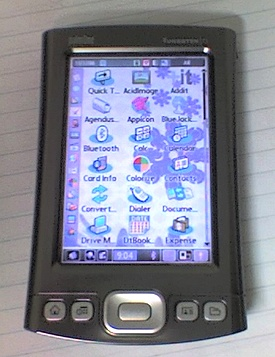
نخلة التنغستن T5

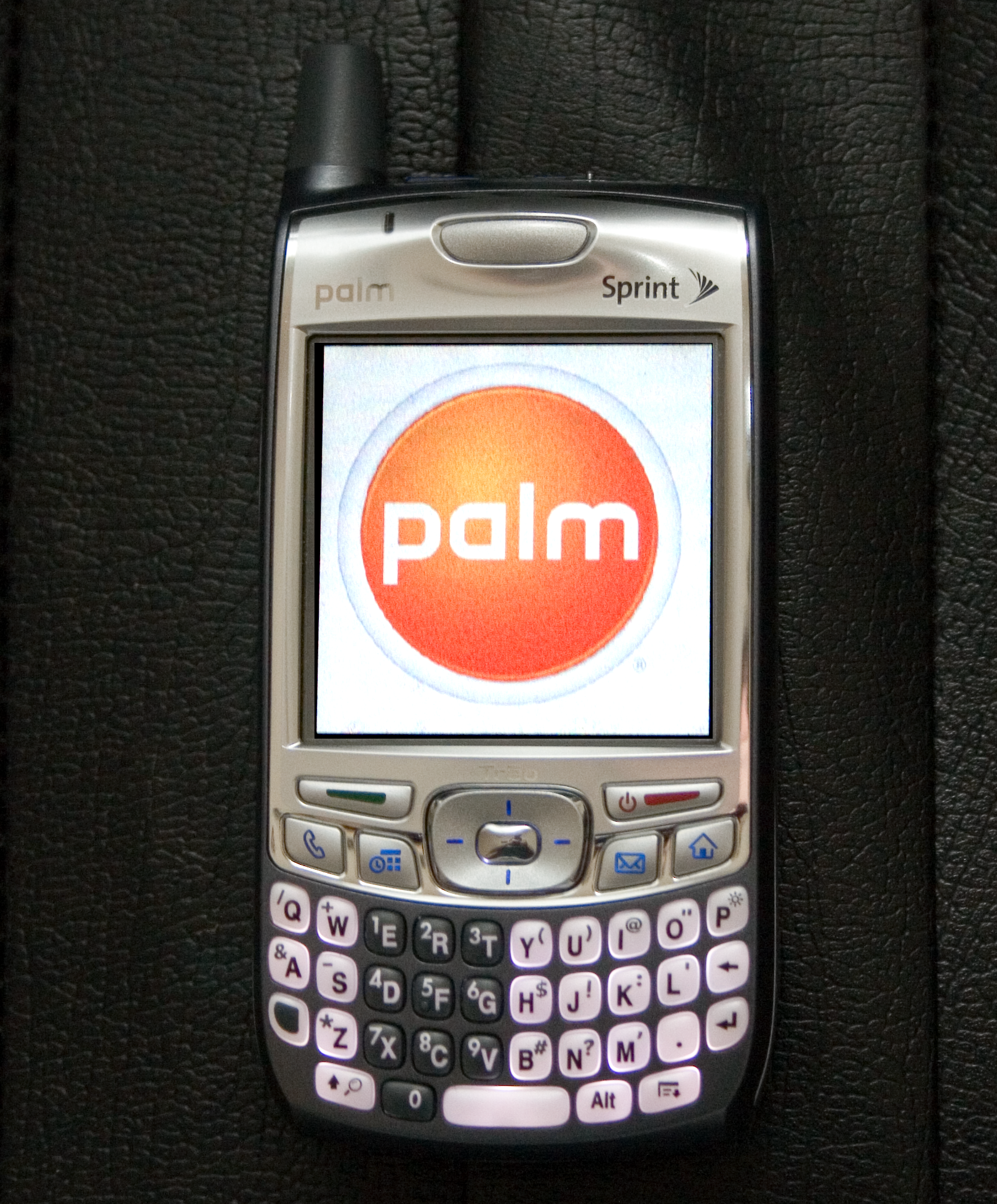
يعد Palm Treo 700p واحدًا من العديد من الهواتف الذكية التي تم إنتاجها والتي تجمع بين وظائف Palm Treo والهاتف الخلوي، مما يسمح بالصوت والبيانات المضمنة.

واستمرت أجهزة الهاتف المحمولة في التقدم، بما في ذلك القدرة على الوصول إلى محركات الأقراص الصلبة للكمبيوتر عبر كيابل USB ، وبدأت في الاندماج مع الهواتف الذكية. كان جهاز " Treo 700w " أحد العروض اللاحقة التي جمعت بين تقنية Palm المحمولة بالهاتف المحمول والبريد الإلكتروني ورسائل الوسائط المتعددة وتكنولوجيا الرسائل الفورية (SMS). كما كان أول جهاز يحمل علامة Palm التجارية يستخدم برنامج Microsoft (Windows Mobile) بدلاً من Palm OS الخاص به. أصبح من المتوقع على نطاق واسع أن تختفي أجهزة Palm المحمولة كجهاز PDA فقط حيث انخفض سعر الأجهزة المحمولة متعددة الوظائف مثل Treo 650. تشتمل الأجهزة المحمولة متعددة الوظائف عمومًا على نطاق أوسع من القدرات التي توجد تقليديًا في أجهزة منفصلة، على سبيل المثال: مشغل MP3 وهاتف محمول وكاميرا و Wi-Fi و Bluetooth. كان Treo 650+ عبارة عن سلسلة من الهواتف الذكية التي تضمنت كاميرا ومشغل mp3 وبلوتوث وهاتف محمول. تحتوي سلسلة Zire 71 و 72 أيضًا على هذه الميزات الإضافية. في عام 2007، أصدرت شركة Palm جهاز Palm Centro ، وهو هاتف ذكي يعمل بنظام التشغيل Palm OS. كان مختلفًا في المظهر العام عن Treo ، وكان أكثر نحافة بشكل ملحوظ. كان The Centro هاتفًا ذكيًا ناجحًا إلى حد ما، حيث يجمع بين العديد من الميزات والسعر المنخفض. أصدرت شركة Palm لاحقًا جهاز Palm Treo 500v ، وهو جهاز مشابه لجهاز Centro الذي يعمل بنظام Windows Mobile 6.0 .

### webOS ووقف Palm (2009-2011)

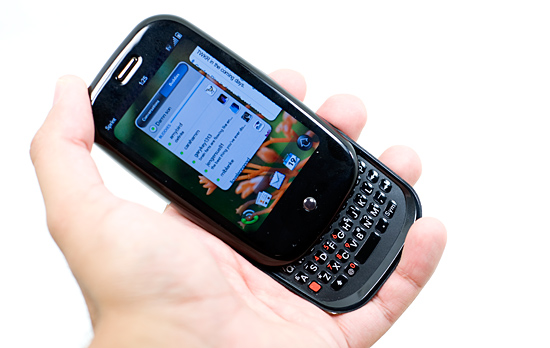
نخيل بري

تحول تركيز Palm بعد خطوط Zire و Tungsten PDA حصريًا إلى الهواتف الذكية، حيث أصبح نظام التشغيل Palm OS كما هو مستخدم في Treos مؤرخًا مع كل من إصدارات Palm OS و Window Mobile التي أحدثت تأثيرًا طفيفًا في حصة السوق عند مقارنتها بتلك الخاصة بـ RIM (بلاك بيري) وأبل (آيفون). من أجل محاولة تغيير هذا الاتجاه، كانت شركة Palm تعمل على نظام تشغيل جديد قائم على الويب (webOS) والذي كان نظام تشغيل Linux مضمنًا يستضيف واجهة مستخدم مخصصة مبنية على تقنية مستعرض الويب القياسية ويوفر إمكانات حقيقية متعددة المهام من خلال مفهوم قائم على البطاقة حيث يتم تشغيل كل تطبيق كبطاقة واستخدام الإيماءات للتنقل بين البطاقات وتنفيذ الإجراءات. حازت هذه المنصة على الكثير من الاحترام من أقرانها (بما في ذلك المديح من ستيف جوبز رجل الأعمال الشهير ومؤسس شركة آبل) ولكن تم اختراقها من خلال بعض الاختصارات التي تم اتخاذها في الأجهزة لنظام webOS الأولي، وفي الواقع عروض جهاز Palm النهائية، Palm Pre ، وPalm Pixi.
أصدرت شركة بالم إصدارات محسّنة من كل من بري وبيكس مثل بري بلس وبيكسي بلس والتي تحتوي على سعة ذاكرة محسّنة أو تحديثات للمعالج ولكنها لم تعالج بشكل كبير بعض قيود الأجهزة مثل: الشاشة ووحدة المعالجة المركزية مقارنةً بالهواتف الذكية الأخرى في السوق في ذلك الوقت.
مع استحواذ HP على Palm من قبل HP ، كان الجهاز التالي الذي تم طرحه في السوق هو Pre2 ، والذي عالج مشكلات الشاشة والمعالج. تبع ذلك في عام 2011 كل من HP Veer و HP Pre3 ، حيث كان الأول تصميمًا مضغوطًا (أصغر هاتف ذكي في العالم ليس أكبر بكثير من بطاقة الائتمان عند الإصدار) والأخير يُظهر إمكانات الأجهزة للمنافسة في سوق الهواتف الذكية المتطلب، التي توسعت لتشمل Android من Google ، قبل أن يقوم Leo Apotheker ، الرئيس التنفيذي لشركة HP ، بسحب المكونات على webOS فجأة في أغسطس 2011، مما تسبب في انخفاض في قيمة أسهم HP. تم طرد Apotheker من Hewlett-Packard في وقت لاحق من العام، ويرجع ذلك جزئيًا إلى الانتقادات وراء تعامله مع webOS. أعاد خليفته، ميغ ويتمان، التأكيد على قرار HP بوقف بيع أجهزة webOS وإنتاجها؛ تم الحفاظ على إرث Palm في وقت لاحق من خلال قرار ويتمان بدعم webOS على جانب البرنامج من خلال اتخاذ خطوات نحو فتح مصدر webOS وفتحه لشركاء الأجهزة.

### بعد 2011
في يناير 2015، أعلنت شركة TCL أنها حصلت على حقوق النخلة، ولكن ليس بالم أو أس. تخطط الشركة لتسويق هاتف ذكي جديد من شركة Palm على شبكة Verizon في النصف الثاني من عام 2018.
في 15 أكتوبر 2018، تم الكشف عن جهاز Palm جديد - وهو عبارة عن تقاطع بين هاتف ذكي وجهاز يمكن ارتداؤه، تم تصميم الجهاز الذي يعمل بنظام Android ليكون بمثابة رفيق أصغر ومبسط لهاتف ذكي أكبر حجمًا. تم تصميم جميع المنتجات الجديدة التي تحمل علامة Palm التجارية من قبل شركة ناشئة في سان فرانسيسكو مدعومة من TCL ونجم NBA ستيفن كاري - وهو أيضًا سفير العلامة التجارية الرئيسي. تصنف النخلة على أنها «ألترا موبايل» وهي بحجم بطاقة الائتمان (1.99 × 3.80 × 0.29 بوصة). يزن حوالي 2.5 أوقية. تم الإعلان عن أن الجهاز الجديد حصري لـ Verizon Wireless ، وهو متاح فقط كإضافة لخطة جهاز موجودة. تم تحديثه لاحقًا للسماح باستخدامه كجهاز مستقل.

## قائمة نماذج المساعد الرقمي الشخصي

### الهواتف الذكية Trēo
- - Trēo Pro
  - Trēo 800w
  - Trēo 755p
  - Trēo 750v
  - Trēo 750
  - Trēo 700p
  - Trēo 700w
  - Trēo 700wx
  - Trēo 680
  - Trēo 650
  - Trēo 500
  - Trēo 500v

### الهواتف الذكية من سنترو
- Palm Centro

### الهواتف الذكية webOS
- - Palm Pre
  - Palm Pixi
  - Palm Pre Plus
  - Palm Pixi Plus
  - Palm Pre 2
  - HP Veer
  - HP Pre3

| عارضات ازياء              |
| بايلوت 1000               |
| بايلوت 5000               |
| PalmPilot الشخصية         |
| PalmPilot Professional    |
| النخلة الثالثة            |
| النخلة الثالثة            |
| النخلة IIIx               |
| النخلة IIIxe              |
| النخلة IIIc               |
| هاند سبرينغ قناع          |
| Palm V                    |
| بالم Vx                   |
| النخلة السابع             |
| النخلة السابع             |
| النخيل m100               |
| النخيل m105               |
| النخيل m125               |
| نخلة م 130                |
| النخيل m500               |
| نخلة M505                 |
| النخيل m515               |
| نخلة i705                 |
| التنغستن إي               |
| التنغستن E2               |
| التنغستن تي               |
| التنغستن T2               |
| التنغستن T3               |
| التنغستن T5               |
| تنجستن دبليو              |
| التنغستن سي               |
| TX                        |
| زير                       |
| زير 21                    |
| Z-22                      |
| زير 31                    |
| زير 71                    |
| زير 72                    |
| 90                        |
| هاند سبرينغ تريو 180      |
| هاند سبرينغ تريو 180 جرام |
| هاند سبرينغ تريو 270      |
| هاند سبرينغ تريو 300      |
| تريو 600                  |
| تريو 650                  |
| جهاز Treo 700 واط         |
| تريو 680                  |
| لايف درايف                |